# Giacomo Peppicelli
Giacomo Peppicelli (Città della Pieve, 27 marzo 1928 – Paciano, 7 luglio 2011) è stato un mezzofondista italiano, 10 volte campione nazionale negli anni '50.

## Biografia

### Il debutto
Giacomo Peppicelli nasce nel 1928, ultimo di cinque figli, nella campagna umbra a sud del Lago Trasimeno, vicino al confine con il territorio senese e quello orvietano.
Le modeste possibilità economiche della famiglia non gli consentono di coltivare il ciclismo, sua vera passione sportiva, costringendolo ad accontentarsi di vincere qualche corsa podistica di paese.
Accompagnato da un amico più grande che ne aveva riconosciuto la potenzialità, debutta in una reale competizione podistica a Frosinone nel 1949, all'età di 21 anni. Arriva per primo al traguardo ma, da sconosciuto non tesserato, gli viene attribuito un inesistente taglio di percorso che ne decreta la squalifica. Dalla gara del fine settimana successivo in poi, per circa un decennio, avrà ampio modo di far ricredere quei sospettosi giudici sul suo reale valore podistico.

### L'attività agonistica
Tesserato dalla Testaccina di Roma e introdotto all'allenamento ed allo stile di corsa, conquista rapidamente i vertici nazionali e vince nel 1951 il suo primo titolo di Campione Italiano nel Cross. Tra 5.000 metri, 10.000 metri, Cross e Maratonina si laureerà altre 9 volte Campione Italiano.
Nel 1952 partecipa per la seconda volta alla Corrida di San Silvestro di San Paolo del Brasile,  che  vede iscritti 2.000 atleti di 15 paesi e 3 continenti, considerata dalla stampa sportiva dell'epoca la vera olimpiade su strada della distanza. Ottiene il 6º posto (il vincitore di quella edizione è Franjo Mihalić), a dimostrazione di una sua spiccata predilezione per le corse su strada rispetto a quelle su pista. Nel 1953, anno di punta della sua attività su strada, vince 31 gare su 35 disputate, quali l'Internazionale Verbania-Pallanza nella quale precede il tunisino Ahmed Labidi e lo svizzero Page, all'epoca personaggi ai vertici della specialità.
Il suo passaggio al Gruppo Sportivo FIAT, che lo acquista per un posto di lavoro da operaio in fabbrica a Torino, segna la svolta di allenamenti e competizioni verso l'ambito della pista, settore prediletto dalla casa automobilistica rispetto alla strada per i migliori riscontri in termini di immagine e prestigio. Il culmine di tale fase lo raggiunge certamente nella pista di atletica di Torino la sera del 27 giugno 1956, nella quale, sotto l'attento occhio del suo allenatore Reposi, fa propri i record italiani dell'ora, dei 20 km, dei 25 km e dei 30 km.
Dissapori tra il suo allenatore e il selezionatore della nazionale, unitamente ad uno sfortunato 3º posto per problemi fisici nella Maratona di Roma, gli valgono l'esclusione dalla nazionale che andrà all'Olimpiade di Melbourne del ‘56, periodo nel quale la stampa sportiva (dell'epoca e successiva) lo reputa il più forte fondista azzurro.

### L'addio al podismo
Podista più per necessità che per passione, annuncia il ritiro dalle competizioni nel 1960. Amante dello sport e della vita all'aria aperta, della caccia, del tiro a volo, della pesca, della ricerca dei funghi, della cura di orto e vigna, trascorre gli anni di pensione nella sua terra di origine, l'Umbria, ripercorrendo le strade ed i sentieri di collina che l'avevano visto correre scalzo da bambino.
Il 14 dicembre 2010, pochi mesi prima della sua scomparsa, viene premiato con Targa d'Argento al Merito Sportivo dal CONI di Perugia.

## Record nazionali

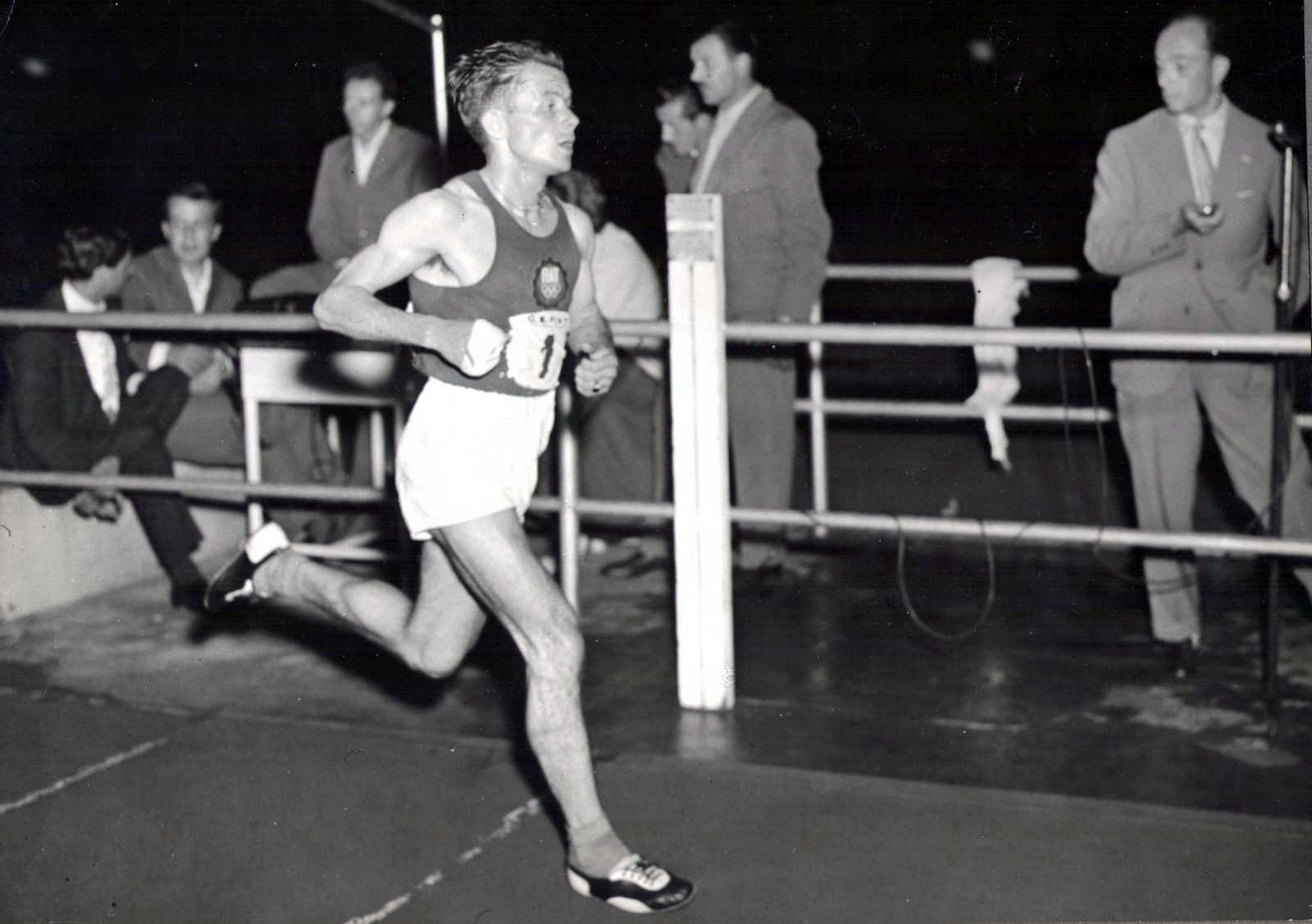
Giacomo Peppicelli sigla a Torino 4 record italiani la sera del 27 giugno 1956

- Ora di corsa: 18 649,07 m ( Torino, 27 giugno 1956)
- 20 kkm: 1h04'31" ( Torino, 27 giugno 1956)
- 25 km: 1h21'58"6[3] ( Torino, 27 giugno 1956)
- 30 km: 1h40'26"8" ( Torino, 27 giugno 1956)

## Progressione

### 5000 metri
| Stagione | Risultato |
| -------- | --------- |
| 1956     | 14'47"8   |
| 1955     | 14'59"6   |
| 1954     | 15'02"6   |
| 1953     | 15'03"6   |
| 1951     | 15'10"8   |
| 1950     | 15'24"8   |

## Campionati nazionali
- 2 volte campione nazionale nei 5 000 metri[4] (1952, 1954)
- 3 volte campione nazionale nei 10 000 metri[5]    (1951, 1952, 1953)
- 3 volte campione nazionale di cross[6][7] (1951, 1953, 1955)
- 2 volte campione nazionale di maratonina (20 km)[8] (1953, 1957)

1951

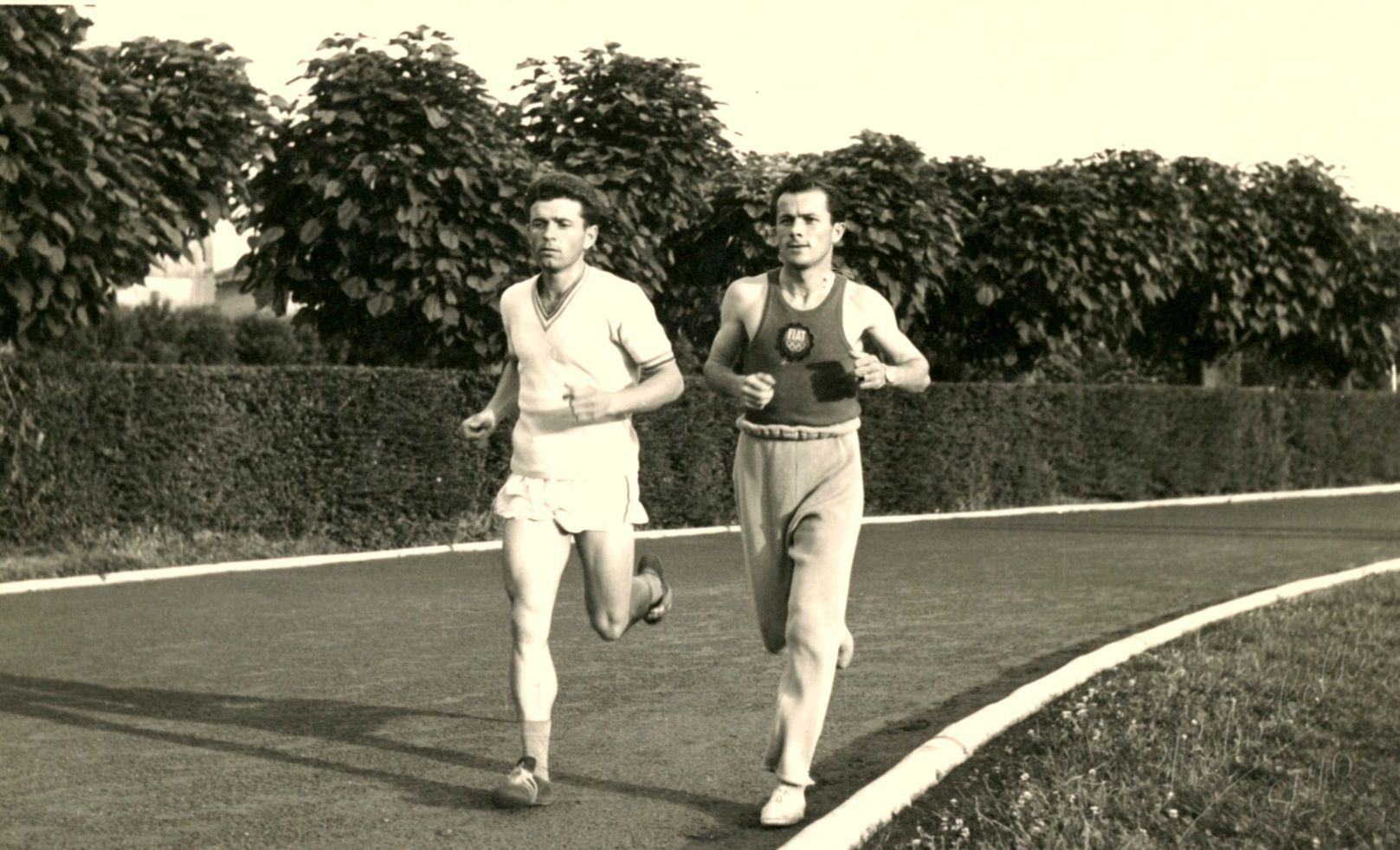
Giacomo Peppicelli (in canotta FIAT) in allenamento con l'amico-rivale Rino Lavelli

- Oro ai Campionati nazionali italiani 10 000 m, Milano - 32'05"8
- Oro ai Campionati nazionali italiani di cross, Fidenza

1952
- Oro ai Campionati nazionali italiani 5 000 m, Bologna - 15'13"0
- Oro ai Campionati nazionali italiani 10 000 m, Bologna - 31'44"8

1953
- Oro ai Campionati nazionali italiani 10 000 m, Roma - 32'22"8
- Oro ai Campionati nazionali italiani di cross, Reggio Emilia
- Oro ai Campionati nazionali italiani di maratonina (20 km), Venezia - 1h08'19"

1954
- Oro ai Campionati nazionali italiani 5 000 m, Firenze - 15'07"2

1955
- Oro ai Campionati nazionali italiani di cross, San Vittore Olona

1957
- Oro ai Campionati nazionali italiani di maratonina (20 km), Bari - 1h03'31"

## Altre competizioni internazionali
Corse su strada e cross

Giacomo Peppicelli impegnato in una corsa podistica su strada

- 11º alla Corrida di San Silvestro ( San Paolo), 1950
- Oro al Giro Podistico di Rovereto [9] ( Rovereto), 1952
- 6º alla Corrida di San Silvestro ( San Paolo), 1952
- Oro al Giro Podistico di Rovereto [9] ( Rovereto), 1953
- Oro alla cinque mulini ( San Vittore Olona), 1955
- Oro al Giro al Sas ( Trento), 1956
- Bronzo alla Maratona di Roma ( Roma), 1956

Incontri della Nazionale italiana
- 4º nei 5 000 m incontro Italia-Jugoslavia - Milano 16-9-1950, Arena
- Argento nei 10 000 m incontro Italia-Belgio - Bruxelles 28-7-1951, stadio Heysel
- Bronzo nei 10 000 m incontro Germania-Italia - Stoccarda 1-9-1951, stadio Neckar
- Bronzo nei 5 000 m incontro Svizzera-Italia - Basilea 22-6-1952, stadio Schützenmatte
- Bronzo nei 10 000 m incontro Jugoslavia-Italia - Zagabria 4-10-1952
- Argento nei 10 000 m incontro Italia-Germania - Milano 28-6-1953, Arena
- Argento nei 5.000 m incontro Argentina-Italia - Buenos Aires 7 e 8-11-1953, stadio River  Plate
- Argento nei 10 000 m incontro Argentina-Italia - Buenos Aires 7 e 8-11-1953, stadio River  Plate
- Argento nei 5 000 m incontro Brasile-Italia - São Paulo 15-11-1953, stadio C.R. Tietè
- Oro nei 10 000 m incontro Brasile-Italia - São Paulo 15-11-1953, stadio C.R. Tietè
- 4º nei 5 000 m incontro Italia-Austria-Svizzera - Torino 24-7-1954, stadio Comunale
- Bronzo nei 5 000 m incontro Italia-Grecia - Bari 23-10-1954, stadio Comunale
- Argento nei 10 000 m incontro Grecia-Italia - Atene 10-7-1955, stadio Olimpico
- Bronzo nei 5 000 m incontro Germania-Italia - Friburgo 14-10-1955, stadio dell'Università
- 4º nei 10 000 m incontro Germania-Italia - Friburgo 15-10-1955, stadio dell'Università
- Argento nei 10 000 m incontro Svizzera-Italia - Lugano 8-9-1956, stadio Soc. Atl. Lugano

## Note

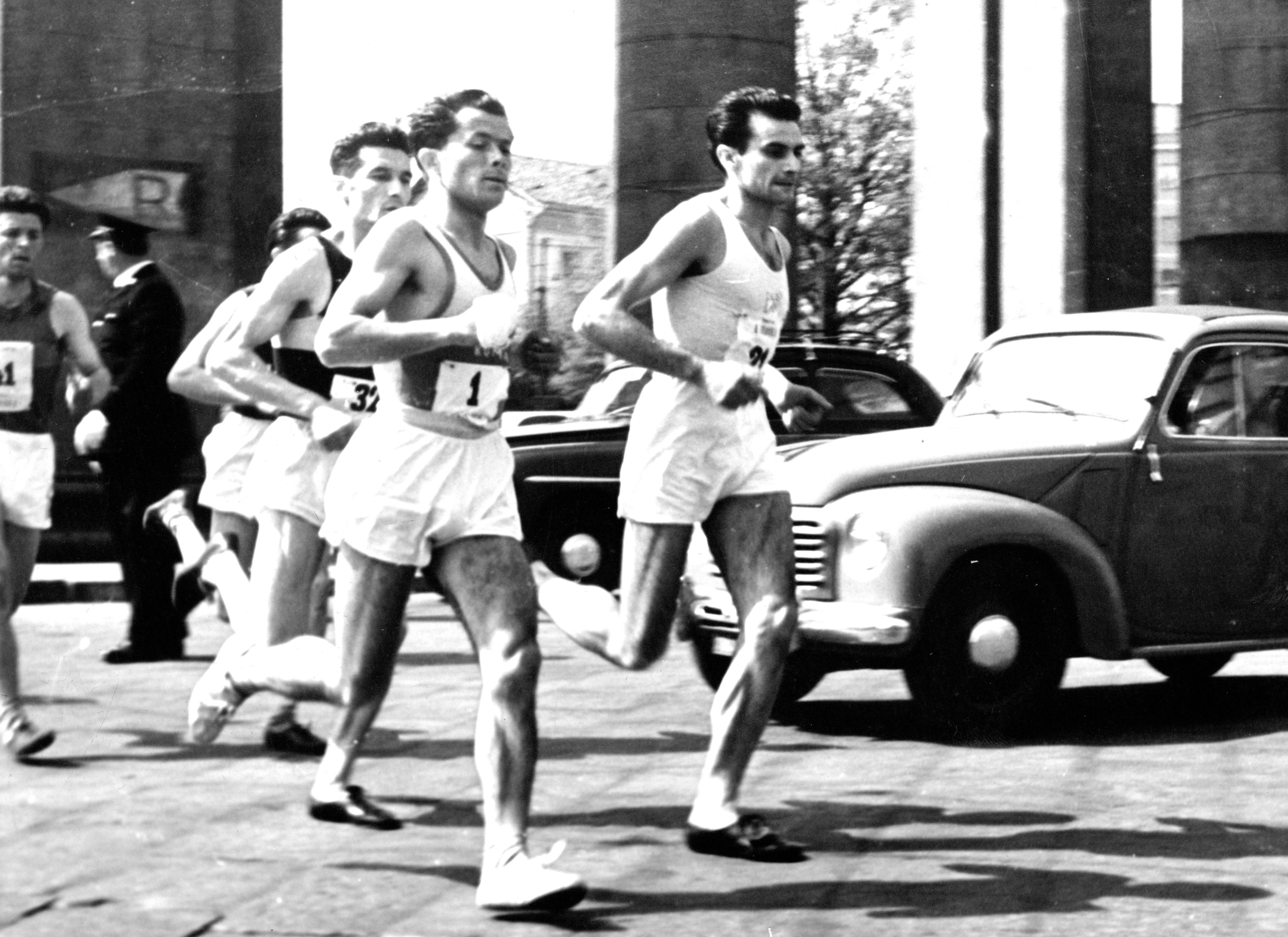
Giacomo Peppicelli (pettorale n°1) in una fase del Trofeo Caldirola a Milano nel 1953